# Аліпій (візантійський єпископ)
Аліпій  (грец. Ἀλύπιος), також відомий як Олімпій (грец. Ὀλύμπιος) — Візантійський єпископ у 166–169 роках.
Обійняв посаду після єпископа Лаврентія. Точна дата, коли він став єпископом Візантії, невідома. Історики встановили, що це сталось між 166 і 197 роками. Також невідомо, скільки часу він перебував на єпископському престолі. За різними оцінками, це було від 3 до 13 років. Найвірогіднішою є точка зору церковних істориків Мануїла Гедеона та Хризостома Пападопулоса, що його служіння тривало у 166–169 роках
Наступником Аліпія став Пертінакс.